# 7e cérémonie des Ensors
La 7e cérémonie des Ensors, organisée par le festival du film d'Ostende, s'est déroulée le 16 septembre 2016 et a récompensé les talents du cinéma flamand pour les films sortis pendant la période allant du début août 2015 jusqu'à la fin du mois de juillet 2016.

## Palmarès
Le jury était composé de Jan Hautekiet (président, et réalisateur radio), Gène Bervoets (acteur), Carl Joos (scénariste), Merijn Sep (directeur artistique), Tiny Bertels (actrice), Nic Balthazar (réalisateur), Peter De Maegd (producteur), Didier Frateur (directeur de la photographie), Jef Neve (musicien) en Rinus Van de Velde (artiste).

### Meilleur film (Beste film)
- Les Ardennes de Robin Pront
  - Belgica de Felix Van Groeningen
  - Black de Adil El Arbi et Bilall Fallah

### Meilleure réalisation (Beste regie)
- Adil El Arbi et Bilall Fallah pour Black
  - Robin Pront pour Les Ardennes
  - Felix Van Groeningen pour Belgica

### Meilleur acteur (Beste acteur)
- Kevin Janssens pour son rôle dans Les Ardennes
  - Tom Vermeir pour son rôle dans Belgica
  - Stef Aerts pour son rôle dans Belgica

### Meilleure actrice (Beste actrice)
- Martha Canga Antonio pour son rôle dans Black
  - Veerle Baetens pour son rôle dans Les Ardennes
  - Evgenia Brendes pour son rôle dans Problemski Hotel

### Meilleur acteur dans un second rôle (Beste acteur in een bijrol)
- Jan Bijvoet pour dans Les Ardennes
  - Gökhan Girginol dans Problemski Hotel
  - Tom Van Dyck dans Safety First

### Meilleure actrice dans un second rôle (Beste actrice in een bijrol)
- Natali Broods pour son rôle dans Galloping Mind
  - Viviane De Muynck pour son rôle dans Les Ardennes
  - Hélène Devos pour son rôle dans Belgica

### Meilleur espoir (Beste debuut)
- Tarek Halaby dans Problemski Hotel
  - Evgenia Brendes dans Problemski Hotel
  - Chloë Daxhelet dans Café Derby
  - Emmanuel Tahon pour Black
  - Martha Canga Antonio pour Black
  - Aboubakr Bensaihi pour Black

### Meilleur scénario (Beste scenario)
- Robin Pront et Jeroen Perceval pour Les Ardennes
  - Jan Bultheel pour Cafard
  - Steve Hawes, Manu Riche et Dimitri Verhulst pour Problemski Hotel

### Meilleure photographie (Beste fotographie/cinematografie)
- Robrecht Heyvaert pour Les Ardennes
  - Robrecht Heyvaert pour Black
  - Gábor Szabó pour Galloping Mind

### Meilleur montage (Beste montage)
- Adil El Arbi et Bilall Fallah pour Black
  - Nico Leunen pour Belgica
  - Dieter Diependaele pour Galloping Mind

### Meilleurs décors (Beste art direction)
- Geert Paredis pour Les Ardennes
  - Bart Van Loo pour Achter de wolken
  - Gábor Valcz et Anna Fekete pour Galloping Mind

### Meilleurs costumes (Beste kostuum)
- Cathérine Van Bree pour Les Ardennes
  - Vanessa Eva Evrard pour Café Derby
  - Isabelle Lhoas pour Galloping Mind

### Meilleure musique (Beste muziek)
- Soulwax pour Belgica
  - Hans Helewaut pour Cafard
  - Guy Cabay pour Problemski Hotel

### Meilleure coproduction (Beste coproductie)
- Les Premiers, les Derniers de Bouli Lanners
  - L'Économie du couple de Joachim Lafosse
  - Le Cœur régulier (Kokoro) de Vanja D'Alcantara
  - Le Tout Nouveau Testament de Jaco Van Dormael
  - Les Chevaliers blancs de Joachim Lafosse
  - Welcome Home de Philippe de Pierpont
  - Keeper de Guillaume Senez

### Industry Award
- Robin Pront pour Les Ardennes

### Prix du public (Telenet publieksprijs)
- Black d'Adil El Arbi et Bilall Fallah

## Courts métrages
Les membres du jury étaient : Raf Reyntjens (réalisateur et président du jury), Marijke Pinoy (actrice), Lies Van Grieken (scénariste), Eric Wirix (producteur) et Willy Stassen (directeur de la photographie).

### Meilleur court métrage (Beste kortfilm)
- Feel Sad for the Bunny de Kenneth Mercken
  - 'Barst de Koen Van Sande
  - Shadow de Bülent Oztürk

### Meilleur court métrage d'animation (Beste animatiekortfilm)
- No Offence de Kris Borghs
  - He & Sea de Kris Genijn et Pieter Vanluffelen
  - Beast de Pieter Coudyzer

## Documentaires
Les membres du jury étaient : Eva Küpper (réalisatrice de documentaires), Kristof Bilsen (réalisateur de documentaires) en Simon Vreebos (réalisateur TV sur Canvas).

### Meilleur film documentaire (Beste documentaire)
- Reach for the sky de Steven Doedt et Wooyoung Choi
  - The Land of the Enlighted de Pieter-Jan De Pue
  - Wim de Lut Vandekeybus

## Statistiques

### Nominations multiples
10 : Les Ardennes
8 : Black
7 : Belgica
6 : Problemski Hotel
5 : Galloping Mind
2 : Cafard - Café Derby

### Récompenses multiples
8 : Les Ardennes
4 : Black